# Язу-Сіті (Міссісіпі)
Язу-Сіті (англ. Yazoo City) — місто (англ. city) в США, в окрузі Язу штату Міссісіпі. Населення — 10 316 осіб (2020).

## Географія
Язу-Сіті розташований за координатами 32°51′44″ пн. ш. 90°24′29″ зх. д. / 32.86222° пн. ш. 90.40806° зх. д. (32.862219, -90.407996).  За даними Бюро перепису населення США в 2010 році місто мало площу 25,80 км², з яких 25,48 км² — суходіл та 0,32 км² — водойми.

### Клімат
Місто знаходиться у зоні, котра характеризується вологим субтропічним кліматом. Найтепліший місяць — липень із середньою температурою 27.8 °C (82 °F). Найхолодніший місяць — січень, із середньою температурою 8.3 °С (47 °F).
| Клімат Язу-Сіті         | Клімат Язу-Сіті | Клімат Язу-Сіті | Клімат Язу-Сіті | Клімат Язу-Сіті | Клімат Язу-Сіті | Клімат Язу-Сіті | Клімат Язу-Сіті | Клімат Язу-Сіті | Клімат Язу-Сіті | Клімат Язу-Сіті | Клімат Язу-Сіті | Клімат Язу-Сіті | Клімат Язу-Сіті |
| Показник                | Січ.            | Лют.            | Бер.            | Квіт.           | Трав.           | Черв.           | Лип.            | Серп.           | Вер.            | Жовт.           | Лист.           | Груд.           | Рік             |
| Абсолютний максимум, °C | 28              | 32              | 32              | 35              | 39              | 43              | 42              | 41              | 42              | 37              | 32              | 28              | 43              |
| Середній максимум, °C   | 14              | 15              | 20              | 25              | 29              | 33              | 34              | 34              | 32              | 26              | 20              | 15              | 25              |
| Середня температура, °C | 8               | 9               | 13              | 18              | 22              | 26              | 27              | 27              | 24              | 18              | 12              | 8               | 18              |
| Середній мінімум, °C    | 2               | 3               | 7               | 11              | 16              | 20              | 21              | 21              | 17              | 11              | 5               | 2               | 11              |
| Абсолютний мінімум, °C  | −18             | −18             | −8              | −2              | 2               | 7               | 10              | 10              | 0               | −5              | −10             | −15             | −18             |
| Норма опадів, мм        | 130             | 120             | 140             | 120             | 100             | 100             | 100             | 90              | 60              | 60              | 90              | 120             | 1280            |
| Днів з дощем            | 8               | 8               | 7               | 7               | 6               | 6               | 7               | 6               | 4               | 4               | 6               | 8               | 82              |
| ----------------------- | --------------- | --------------- | --------------- | --------------- | --------------- | --------------- | --------------- | --------------- | --------------- | --------------- | --------------- | --------------- | --------------- |
| Джерело: Weatherbase    |                 |                 |                 |                 |                 |                 |                 |                 |                 |                 |                 |                 |                 |

## Демографія
Згідно з переписом 2010 року, у місті мешкали 11 403 особи в 3960 домогосподарствах у складі 2672 родин. Густота населення становила 442 особи/км².  Було 4442 помешкання (172/км²).
Расовий склад населення:
| - 82,5 % — чорних або афроамериканців - 16,2 % — білих - 0,5 % — азіатів - 0,2 % — корінних американців |

До двох чи більше рас належало 0,6 %. Частка іспаномовних становила 0,7 % від усіх жителів.
За віковим діапазоном населення розподілялося таким чином: 31,5 % — особи молодші 18 років, 56,0 % — особи у віці 18—64 років, 12,5 % — особи у віці 65 років та старші. Медіана віку мешканця становила 30,7 року. На 100 осіб жіночої статі у місті припадало 84,6 чоловіків;  на 100 жінок у віці від 18 років та старших — 75,5 чоловіків також старших 18 років.
Середній дохід на одне домашнє господарство  становив 30 772 долари США (медіана — 19 683), а середній дохід на одну сім'ю — 35 950 доларів (медіана — 23 204). Медіана доходів становила 28 268 доларів для чоловіків та 31 316 доларів для жінок. За межею бідності перебувало 46,5 % осіб, у тому числі 60,2 % дітей у віці до 18 років та 28,7 % осіб у віці 65 років та старших.
Цивільне працевлаштоване населення становило 3101 осіб. Основні галузі зайнятості: освіта, охорона здоров'я та соціальна допомога — 25,0 %, виробництво — 16,8 %, публічна адміністрація — 12,4 %, роздрібна торгівля — 12,2 %.